# Joyce Ellen Leader
Joyce Ellen Leader née en 1942, est une ancienne officier du service extérieur américain qui a été ambassadrice américaine en Guinée de 1999 à 2000.

## Carrière
Joyce a été ambassadrice américaine en Guinée de 1999 à 2000. Elle a succédé à Tibor Peter Nagy Jr et a été remplacée par R. Barrie Walkley. Elle est spécialiste des affaires africaines et des réfugiés et est actuellement chercheuse invitée à l'Université de Georgetown à la Edmund A. Walsh School of Foreign Service, et était auparavant Senior Fellow au Fund for Peace, où elle a écrit Rwanda's Struggle for Democracy and Paix, 1991–1994.